# Ribeirão (Vila Nova de Famalicão)
Ribeirão é uma vila portuguesa sede da Freguesia de Ribeirão do Município de Vila Nova de Famalicão, freguesia com 10,91 km² de área e 9061 habitantes (censo de 2021), tendo, assim, uma densidade populacional de 830,5 hab./km².
A povoação de Ribeirão foi elevada à categoria de vila em 1986.

## Demografia
A população registada nos censos foi:
| Distribuição da População por Grupos Etários | Distribuição da População por Grupos Etários | Distribuição da População por Grupos Etários | Distribuição da População por Grupos Etários | Distribuição da População por Grupos Etários |
| -------------------------------------------- | -------------------------------------------- | -------------------------------------------- | -------------------------------------------- | -------------------------------------------- |
| Ano                                          | 0-14 Anos                                    | 15-24 Anos                                   | 25-64 Anos                                   | > 65 Anos                                    |
| 2001                                         | 1762                                         | 1332                                         | 4475                                         | 729                                          |
| 2011                                         | 1554                                         | 1196                                         | 5075                                         | 1003                                         |
| 2021                                         | 1202                                         | 1117                                         | 5262                                         | 1480                                         |

## Associações
- Casa do Povo de Ribeirão
- Clube de Cultura e Desporto de Ribeirão
- Cruz Vermelha Portuguesa - Núcleo de Ribeirão
- Grupo Desportivo de Ribeirão
- Associação Recreativa Cultural e Desportiva da Graxa

## Política

### Eleições autárquicas (Junta de Freguesia)
| Partido | 1976 | 1976 | 1979 | 1979 | 1982 | 1982 | 1985 | 1985 | 1989 | 1989 | 1993 | 1993 | 1997 | 1997 | 2001 | 2001 | 2005 | 2005 | 2009 | 2009 | 2013 | 2013 |
| Partido | %    | M    | %    | M    | %    | M    | %    | M    | %    | M    | %    | M    | %    | M    | %    | M    | %    | M    | %    | M    | %    | M    |
| ------- | ---- | ---- | ---- | ---- | ---- | ---- | ---- | ---- | ---- | ---- | ---- | ---- | ---- | ---- | ---- | ---- | ---- | ---- | ---- | ---- | ---- | ---- |
| PPD/PSD | 45,4 | 4    |      |      | 41,4 | 6    | 52,6 | 5    | 24,4 | 3    | 32,6 | 5    | 70,7 | 10   |      |      |      |      |      |      |      |      |
| CDS-PP  | 30,4 | 3    |      |      | 20,1 | 2    | 9,9  | 1    | 4,5  | -    | 6,4  | -    |      |      |      |      |      |      |      |      |      |      |
| PS      | 20,5 | 2    | 11,7 | 1    | 27,4 | 4    | 32,7 | 3    | 68,9 | 10   | 57,2 | 8    | 25,4 | 3    | 7,8  | 1    | 14,2 | 2    | 15,7 | 2    | 19,2 | 2    |
| AD      |      |      | 63,0 | 9    |      |      |      |      |      |      |      |      |      |      |      |      |      |      |      |      |      |      |
| APU/CDU |      |      | 23,1 | 3    | 8,8  | 1    | 3,8  | -    | 1,2  | -    | 2,0  | -    | 1,4  | -    | 0,8  | -    | 1,5  | -    | 1,3  | -    | 3,2  | -    |
| PSD-CDS |      |      |      |      |      |      |      |      |      |      |      |      |      |      | 83,9 | 12   | 81,6 | 11   | 78,9 | 11   | 73,1 | 11   |